# Айонія (округ)
Шаблон:StateAbbr_ 42°56′ пн. ш. 85°04′ зх. д. / 42.94° пн. ш. 85.07° зх. д.
Округ Айонія (англ. Ionia County) — округ (графство) в штаті Мічиган, США. Адміністративний центр — місто Айонія. Ідентифікатор округу 26067.

## Історія
Округ утворений 1831 року.

## Демографія
За даними перепису
2000 року
загальне населення округу становило 61518 осіб, зокрема міського населення було 26483, а сільського — 35035.
Серед мешканців округу чоловіків було 32930, а жінок — 28588. В окрузі було 20606 домогосподарств, 15151 родин, які мешкали в 22006 будинках.
Середній розмір родини становив 3,15.
Віковий розподіл населення поданий у таблиці:
| Стать    | До 15 років | 15-21 | 22-29 | 30-39 | 40-49 | 50-65 | 65-85 | Понад 85 |
| -------- | ----------- | ----- | ----- | ----- | ----- | ----- | ----- | -------- |
| Чоловіки | 6884        | 4172  | 4840  | 5215  | 4998  | 4259  | 2330  | 232      |
| Жінки    | 6734        | 2843  | 2771  | 4293  | 4325  | 4019  | 3080  | 523      |

## Суміжні округи
- Монткам — північ
- Грешіт — північний схід
- Клінтон — схід
- Ітон — південний схід
- Беррі — південний захід
- Кент — захід

## Виноски
1. ↑  US Decennial Census. US Census Bureau. Архів оригіналу за 26 квітня 2015. Процитовано 25 вересня 2014.
2. ↑  Historical Census Browser. University of Virginia Library. Архів оригіналу за 11 серпня 2012. Процитовано 25 вересня 2014.
3. ↑  Population of Counties by Decennial Census: 1900 to 1990. US Census Bureau. Архів оригіналу за 15 лютого 2015. Процитовано 25 вересня 2014.
4. ↑  Census 2000 PHC-T-4. Ranking Tables for Counties: 1990 and 2000 (PDF). US Census Bureau. Архів оригіналу (PDF) за 18 грудня 2014. Процитовано 25 вересня 2014.
5. ↑  State & County QuickFacts. US Census Bureau. Архів оригіналу за 29 червня 2011. Процитовано 27 серпня 2013. [Архівовано 2011-06-29 у Wayback Machine.](англ.) Наведено за англійською вікіпедією.
6. ↑  American FactFinder. Бюро перепису населення США. Архів оригіналу за 26 лютого 2012. Процитовано 31 січня 2008. [Архівовано 2008-05-21 у Wayback Machine.]